# Adela
Adela ist ein weiblicher Vorname.

## Herkunft und Bedeutung
Adela ist seit dem Mittelalter geläufige Kurzform verschiedener Namen, die mit dem althochdeutschen Element adal „edel“, „vornehm“ gebildet sind, insbesondere von Adelheid.

## Verbreitung
In Spanien war der Name Adela [a.ˈðe.la] vor allem zu Beginn des 20. Jahrhunderts verbreitet. Heute ist er noch mäßig beliebt. In den USA wurde der Name Adela [ə.ˈdɛl.ə] schon zu Beginn des 20. Jahrhunderts nur selten vergeben. Seit 1958 gehört er nicht mehr zu den 1000 meistvergebenen Mädchennamen des Landes.
Dagegen befindet sich Adela [a.ˈdɛ.la] in Polen im Aufwärtstrend. Im Jahr 2021 erreichte der Name mit Rang 98 erstmals die Top-100 der Vornamenscharts. In Tschechien gehört der Name in seiner Variante Adéla [ˈa.dɛː.la] bereits seit 1974 zu den 100 beliebtesten Mädchennamen. Seit dem Jahr 2000 gehört er zur Top-10 der Vornamenscharts. Im Jahr 2016 belegte er Rang 4 der Hitliste.
In Deutschland wird der Name Adela nur sehr selten vergeben. Zwischen 2006 und 2018 wurden nur etwa 250 Mädchen so genannt.

## Varianten
- Bulgarisch: Аделина Adelina
- Deutsch: Adele
- Englisch: Adella, Adele, Adelia, Adelina
  - Diminutiv: Delia, Della
- Französisch: Adèle
- Italienisch: Adelina, Adele
- Litauisch: Adelė
- Portugiesisch: Adelina
- Rumänisch: Adelina
- Spanisch: Adelia, Adelina
  - Diminutiv: Adelita
- Tschechisch: Adéla

## Namenstag
Namenspatronin ist die heilige Adela von Pfalzel. Ihr Gedenktag ist der 24. Dezember.

## Varianten
- Französisch: Adèle
- Englisch: Ethel
- Tschechisch: Adéla

## Namensträgerinnen
Mittelalter
- Adela von Pfalzel (≈ 660–735), Klostergründerin und Heilige
- Adela von Hamaland (≈955–1021/28), Gräfin in der heutigen Provinz Gelderland und Drenthe
- Adela von Frankreich (≈1009–1079), Gräfin von Flandern und Heilige, auch „Adela von Messines“
- Adela von Blois (≈1062–1138), Tochter von Wilhelm I. von England
- Adela von Flandern (≈1064–1115), durch Heirat Königin von Dänemark, später Herzogin von Apulien und Kalabrien
- Adela von Vohburg (v. 1128 – n. 1187), deutsche Königin und Herzogin von Schwaben
- Adela von Champagne (≈1145–1206), Königin von Frankreich
- Adelheid von Meißen (n. 1160 – 1211), erste Ehefrau des böhmischen Königs Ottokar I. Přemysl

Neuzeit
- Adéla Bruns (* 1987), tschechische Sportschützin
- Adela Yarbro Collins (* 1945), US-amerikanische Theologin
- Adela Dankowska (* 1935), polnische Segelfliegerin
- Adela Florow (* 1961), deutsche Schauspielerin, Hörspiel- und Synchronsprecherin
- Elizabeth Adela Forbes (1859–1912), kanadische Malerin
- Adéla Holubová  (* 2007), tschechische Leichtathletin
- Adéla Kettnerová (* 1996), tschechische Grasskiläuferin
- Adela Liculescu (* 1993), rumänische Pianistin der klassischen Musik
- Adela Florence Nicolson (1865–1904), englische Dichterin
- Adela Noriega (* 1969), mexikanische Schauspielerin
- Adela Pankhurst (1885–1961), britisch-australische Suffragette und Politik-Aktivistin
- Adela Ratu (* 1993), rumänische Fußballspielerin
- Adela Reta (1921–2001), uruguayische Juristin und Politikerin
- Adela Rogers St. Johns (1894–1988), US-amerikanische Journalistin, Schriftstellerin und Drehbuchautorin
- Adela Sequeyro (1901–1992), mexikanische Schauspielerin, Filmregisseurin, Journalistin und Schriftstellerin
- Adela Smajic (* 1993), Schweizer Moderatorin und Reality-TV-Teilnehmerin
- Adela Úcar (* 1980), spanische Journalistin und Fernsehmoderatorin
- Adela Verne (1877–1952), englische Komponistin, Pianistin und Musikpädagogin
- Adela Wilgocka (1875–1960), polnische Sängerin (Sopran) und Gesangslehrerin
- Adela Zamudio (1854–1928), bolivianische Lehrerin und Künstlerin